# GIRD-X
GIRD-X (russisch ГИРД-X)  war die erste sowjetische Rakete mit einem Flüssigkeitsantrieb. Sie wurde im Moskauer Büro der GIRD in den Jahren 1932 bis 1933 u. a. von Friedrich Zander und Sergei Koroljow aus dem nicht verwirklichten Projekt 10 von 1928 Versuche mit flüssigen Brennstoffen und ein 1930 gebautes Triebwerk mit flüssigem Brennstoff (Benzin) und gasförmigem Sauerstoff entwickelt.
Die Rakete hatte eine Länge von 220 cm und einen Durchmesser von 14 cm. Die Spannweite der Stabilisierungsflächen maß 37,5 cm. Die Masse betrug 29,5 kg, davon entfielen 8,3 kg auf den Treibstoff und 2 kg auf die Nutzlast. Als Treibstoff wurde 78 %iges Ethanol und Flüssigsauerstoff eingesetzt. Das hauptsächlich von Zander entwickelte Triebwerk Typ 10 lieferte bei Testläufen laut Gluschko einen Schub von 70 Kilopond (SI-konform: rund 686 N) bei einem spezifischen Impuls von 162 bis 175 s(SI-konform:  1589 bis 1716 Ns/kg). Es war auf eine Brenndauer von 16 bis 22 s ausgelegt.
Nachdem Zander am 28. März 1933 an Typhus verstarb, vollendete Koroljow die Arbeit an der Rakete GIRD-X alleine. Der erste Start erfolgte am 25. November 1933 in Nachabino bei Moskau. In ungefähr 80 m Höhe brachen die Triebwerksaufhängung und die Kraftstoffleitung. Dadurch wich die Rakete erheblich von der vorgesehenen senkrechten Flugbahn ab und schlug in 150 m Entfernung zum Startpunkt auf. Der Start der Rakete GIRD-X zählt zusammen mit dem des Vorgängermodells GIRD-09 als Geburtsstunde der sowjetischen Raketentechnik.
Das von Koroljow stammende Design der GIRD-X wurde in den Jahren 1935 bis 1937 bei fortschrittlicheren Raketen wiederverwendet. Der von Zander entwickelte Raketenmotor geriet später in Vergessenheit.